# Puccinellia howellii
Puccinellia howellii (лат.) — редкий вид цветковых растений рода Бескильница (Puccinellia).

## Ботаническое описание
Многолетнее травянистое растение, формирующее кустики-кочки. Стебли до 40 см высотой. Листовые влагалища открыты на протяжении почти всей своей длины. Лигула плёнчатая, 1,5—2,7 мм длиной, цельная или выемчатая. Листовые пластинки курчавые, 1,4—2,2 см шириной.
Соцветие — открытая метёлка, 7—12 см длиной, состоит из одиночных колосков. Фертильные колоски сидят на гладких ножках. Веточки метёлки гладкие, неопушённые. Колоски состоят из 2—5 цветков, размер цветков уменьшается по направлению к верхушке. Апикальные цветки стерильные и напоминают недоразвитые фертильные цветки. Колоски продолговатые, латерально уплощённые, 3—7,5 мм длиной, распадающиеся при созревании плодов. Колосковые чешуи неопадающие, короче колосков. Нижняя колосковая чешуя овальная, 0,8—1,9 мм длиной, составляет 0,5—0,75 от длины верхней колосковой чешуи, плёнчатая, без киля и с одной жилкой. У нижней колосковой чешуи отсутствуют боковые жилки, а верхушка может быть как тупой, так и острой. Верхняя колосковая чешуя продолговатая, 1,7—2,5 мм длиной, составляет 0,75 длины соседней нижней цветковой чешуи (леммы), плёнчатая, не имеет киля и с тремя жилками, боковые жилки малозаметные, верхушка тупая или острая.
Нижняя цветковая чешуя (лемма) эллиптическая или овальная, 2,4—3,3 мм длиной, плёнчатая, утончается по мере приближения к верхушке, без киля и с 5 жилками, боковые жилки плохо видны. Края леммы шероховатые. Верхняя цветковая чешуя (палеа) по длине равна лемме, с двумя жилками.
Пыльников три, каждый 1,5—2 мм длиной.
Плод — зерновка с плотным околоплодником, яйцевидная, 1,5—2 мм длиной, зелёная или светло-коричневая. Длина зародыша составляет 0,25—0,33 длины зерновки. Семенной рубчик точковидный.
Размножение только семенное, причём к семяобразованию растения приступают не ранее третьего года жизни. Галофит, растения проводят в пассивном состоянии тёплые месяцы, когда концентрация солей в почве достигает наивысшего значения, а прорастание семян начинается лишь во влажный сезон, когда вода вымывает соли.
Единственная известная популяция вида представлена несколькими тысячами растений, этот вид является доминирующим в крошечном сообществе вокруг минеральных источников. Вместе с бескильницей Хауэлла произрастают другие галофиты, такие как Distichlis spicata и триостренник приморский (Triglochin maritima).

## Распространение и местообитание
Эндемик округа Шаста, Калифорния, где он известен по единственной популяции в Национальной рекреационной зоне Уискитаун (англ. Whiskeytown National Recreation Area) рядом с Уискитауном (англ. Whiskeytown). Вся популяция располагается на площади 4000 м² в комплексе из трёх солёных минеральных источников непосредственно около автомагистрали 299. Вид известен науке с 1990 года, но, несмотря на усердные поиски, других его популяций обнаружено не было.

## История открытия

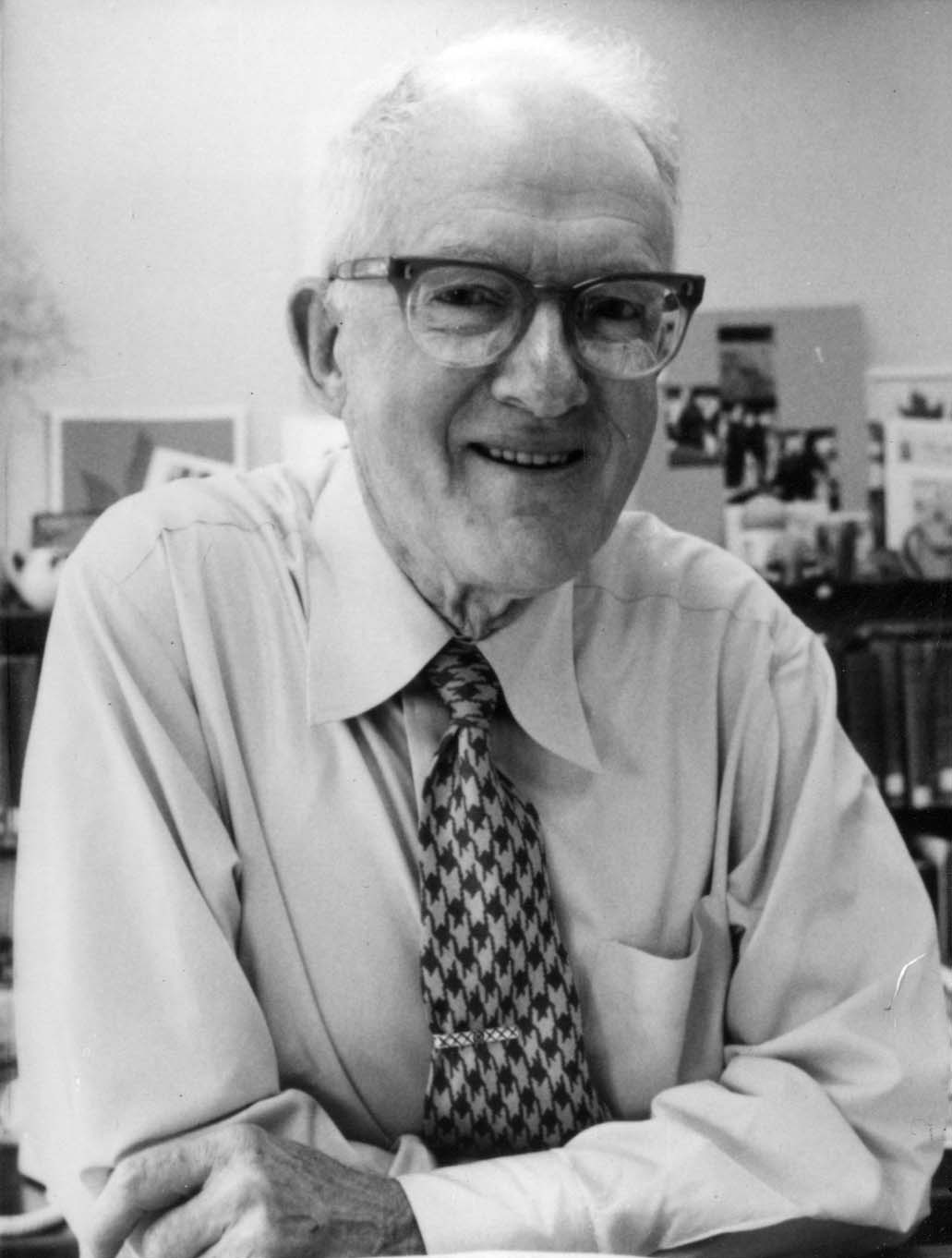
Джон Томас Хауэлл

В апреле 1954 года американские ботаники Джон Томас Хауэлл (англ. John Thomas Howell) и Льюис С. Роуз (англ. Lewis S. Rose) нашли необычные экземпляры бескильницы в округе Шаста, Калифорния. Растения внешне не походили ни на один из описанных видов бескильниц, поэтому Хауэлл передал свою находку Джейсону Суоллену (англ. Jason Swallen) из Смитсоновского института. Несмотря на очевидную необычность найденных растений, ни Хауэлл, ни Суоллен не описали их как новый таксон. Это сделал Джеррольд Ай Дэвис (англ. Jerrold I Davis) в 1990 году и назвал новый вид в честь его первооткрывателя.

## Охранный статус
Угрозами для этого уже чрезвычайно редкого вида являются загрязнение поверхностного дренажа почвы, исходящее от близлежащей дороги, изменения влажности, pH и потребности растений в солях от сезона к сезону, а также перемены в поверхностном слое, вызываемые текущими по нему потоками воды. В этих местах пресная вода уже относится к загрязняющим факторам, так как она слишком сильно понижает солёность почвы, чтобы растения смогли выжить. Кроме того, угрозу представляет откачка воды из источников.
К другим опасностям относятся поедание травы чернохвостым оленем (Odocoileus hemionus columbianus), дорожные отходы, а также случайные происшествия, способные отрицательно сказаться на целостности популяции.